# Paramimistena tricolor
Paramimistena tricolor är en skalbaggsart som beskrevs av Tatsuya Niisato 2008. Paramimistena tricolor ingår i släktet Paramimistena och familjen långhorningar.
Artens utbredningsområde är Laos. Inga underarter finns listade i Catalogue of Life.